# Pristimantis percultus
Pristimantis percultus es una especie de anfibio anuro de la familia Craugastoridae.

## Distribución
Esta especie es endémica de la provincia de Zamora-Chinchipe en Ecuador. Habita en Abra de Zamora a unos 2 850 m de altitud.

## Descripción
Los machos miden 29.8 mm y las hembras 38.2 mm.

## Etimología
El nombre específico percultus proviene del latín percultus, que significa muy adornado, con referencia a las bandas de naranja presentes en los labios de esta especie.

## Publicación original
- Lynch, 1979 : Leptodactylid frogs of the genus Eleutherodactylus from the Andes of southern Ecuador. Miscellaneous Publication, Museum of Natural History, University of Kansas, n.º 66, p. 1-62[5]